# مزرعة بزشكي (مشهد ميقان)
مزرعة بزشکي (بالإنجليزية: Mazraeh-ye Pezeshki)‏ هي منطقة سكنية تقع في إيران في قسم مشهد میقان الريفي.